# Timothée Moleka Nzulama
Timothée Moleka Nzulama, né en novembre 1953[réf. nécessaire][Où ?] et mort le 30 juin 2017 en Afrique du Sud, est un homme d'État congolais (RDC).
Ministre, gouverneur des provinces, opérateur économique et fervent sportif, il a été candidat aux élections présidentielles de 2006 à l'issue desquelles il a obtenu 0,10%.